# Lloyd Binch
Lloyd Binch (Kimberley, 28 de março de 1931) é um ex-ciclista britânico que competiu na prova de velocidade nos Jogos Olímpicos de 1931, em Roma, Itália.